# Efecto multipactor
El efecto multipactor es una descarga en avalancha de electrones en el vacío en resonancia con el campo eléctrico alternativo cuyos electrones se multiplican por emisión de electrones secundarios en la superficies expuestas a los electrones acelerados por el campo.

## Historia
El efecto multipactor fue observado por la primera vez por el científico francés Camille Gutton.
Philo Taylor Farnsworth, el inventor americano, fue el primero en nombrar este fenómeno de descarga eléctrica en el vacío el multipactor.